# Cornis Engineering
Cornis Engineering – były konstruktor samochodów wyścigowych, zgłoszony do Indianapolis 500 1959.

## Historia
Założycielem firmy był Ted Cornis z San Bernardino. Cornis, których od zakończenia II wojny światowej sprzedawał części samochodowe, w 1957 roku zaczął budować samochód na wyścig Indianapolis 500 i przedsięwzięcie to zakończył w 1959 roku. Jako kierowcę wybrał on przyjaciela, mieszkającego w Redlands Boba Cortnera, poznanego około 1950 roku, mistrza wyścigów midgetów organizacji BCRA z 1957 roku. Cortner podjął bezskuteczną próbę zakwalifikowania się do Indianapolis 500 w Indianapolis 500 1958 roku.
Aby wziąć udział w kwalifikacjach do Indianapolis 500, Cortner musiał wziąć udział w specjalnym teście. 15 maja 1959 w Cornisie Engineering Special doszło do wycieków oleju i test został przełożony na poniedziałek; wówczas to kierowca zdał test. Następnie otrzymał ofertę od Dona Edmundsa jazdy samochodem Braund Plywood Special, ale zbyt długo zwlekał z odpowiedzią i miejsce to otrzymał Van Johnson.
19 maja Cortner uczestniczył w kwalifikacjach. W ich trakcie został przywołany do boksu w celu naprawy uszkodzonych hamulców. Po ponownym wyjeździe na tor samochód Cortnera uległ silnemu podmuchowi wiatru, przez co kierowca stracił kontrolę nad pojazdem i uderzył w ścianę. Cortner zmarł tego samego dnia o 18:50 z powodu obrażeń głowy.

## Wyniki
| Legenda oznaczeń w tabelach wyników Wyświetl szablon na nowej stronie | Legenda oznaczeń w tabelach wyników Wyświetl szablon na nowej stronie                                                                     |
| Oznaczenie                                                            | Wyjaśnienie |
| --------------------------------------------------------------------- | --- |
| Złoty                                                                 | Zwycięzca lub mistrzostwo |
| Srebrny                                                               | 2. miejsce lub wicemistrzostwo |
| Brązowy                                                               | 3. miejsce lub II wicemistrzostwo |
| Zielony                                                               | Ukończył, punktował (w klasyfikacji generalnej, gdy zdobył co najmniej jeden punkt na przestrzeni sezonu, poza trzema powyższymi opcjami) |
| Niebieski                                                             | Ukończył, nie punktował (w klasyfikacji generalnej, gdy nie zdobył co najmniej jednego punktu na przestrzeni sezonu)                      |
| Czerwony                                                              | Nie zakwalifikował się (NZ) |
| Czerwony                                                              | Nie prekwalifikował się (NPK) |
| Różowy                                                                | Nie ukończył (NU) |
| Różowy                                                                | Niesklasyfikowany (NS) (w klasyfikacji generalnej, gdy nie został sklasyfikowany w żadnym wyścigu sezonu)                                 |
| Czarny                                                                | Zdyskwalifikowany (DK) |
| Czarny                                                                | Wykluczony (WYK/EX) |
| Biały                                                                 | Nie wystartował (NW) |
| Biały                                                                 | Kontuzjowany (K/INJ) |
| Biały                                                                 | Wyścig odwołany (OD/C) |
| Bez koloru                                                            | Został wycofany (WYC/WD) |
| Bez koloru                                                            | Nie przybył (NP/DNA) |
| Bez koloru                                                            | Nie brał udziału w treningach (NT/DNP) |
| Bez koloru                                                            | Nie został zgłoszony (–) |
| Pogrubienie                                                           | Start z pole position |
| Kursywa                                                               | Najszybsze okrążenie wyścigu |
| †                                                                     | Nie ukończył, ale jego rezultat został zaliczony ze względu na przejechanie więcej niż 90% dystansu wyścigu.                              |
| *                                                                     | Sezon w trakcie |
| 1/2/3                                                                 | Punktowana pozycja w sprincie kwalifikacyjnym                                                                                             |
| Lista systemów punktacji Formuły 1                                    | |

### Formuła 1
W latach 1950–1960 wyścig Indianapolis 500 był eliminacją Mistrzostw Świata Formuły 1.
| Sezon | Zespół             | Samochód                               | Kierowcy    | Wyniki w poszczególnych eliminacjach | Wyniki w poszczególnych eliminacjach | Wyniki w poszczególnych eliminacjach | Wyniki w poszczególnych eliminacjach | Wyniki w poszczególnych eliminacjach | Wyniki w poszczególnych eliminacjach | Wyniki w poszczególnych eliminacjach | Wyniki w poszczególnych eliminacjach | Wyniki w poszczególnych eliminacjach | Wyniki kierowców | Wyniki kierowców | Wyniki konstruktora | Wyniki konstruktora |
| 1959  |                    |                                        |             | Monako                               | Stany Zjednoczone                    | Holandia                             | Francja                              | Wielka Brytania                      | Niemcy                               | Portugalia                           | Włochy                               | Stany Zjednoczone                    | Pkt.             | Msc.             | Pkt.                | Msc.                |
| ----- | ------------------ | -------------------------------------- | ----------- | ------------------------------------ | ------------------------------------ | ------------------------------------ | ------------------------------------ | ------------------------------------ | ------------------------------------ | ------------------------------------ | ------------------------------------ | ------------------------------------ | ---------------- | ---------------- | ------------------- | ------------------- |
| 1959  | Cornis Engineering | Cornis Engineering Special-Offenhauser | Bob Cortner | -                                    | NZ                                   | -                                    | -                                    | -                                    | -                                    | -                                    | -                                    | -                                    | 0                | NS               | –                   | –                   |

### Indianapolis 500
| Rok  | Kierowca    | Nr | Kwal. | Wynik | Okr. | Lider | Uwagi              |
| ---- | ----------- | -- | ----- | ----- | ---- | ----- | ------------------ |
| 1959 | Bob Cortner | 51 | NZ    |       |      |       | śmiertelny wypadek |